# 川上 (菊川市)
川上（かわかみ）は静岡県菊川市の大字。

## 地理
菊川市の東部、小笠東地区の南部に位置する。東で牧之原市菅ケ谷、西で赤土、南で高橋、北で猿渡・目木（飛地）・古谷と接する。

### 河川
- 丹野川

### 字一覧
150以上の字がある（2018年（平成30年）10月16日現在）。
- 大地ケ谷（おおちがや）
- 七曲（ななまがり）
- 七曲下（ななまがりした）
- 須麻ケ谷（すまがや）
- 新坂（しんさか）
- 瀬井子（せいご）
- 池ノ谷（いけのや）
- 御堂ケ谷（みどうがや）
- 興八ケ谷（よはちがや）
- 長尾根（ながおね）
- 百地（ひゃくち）
- 古屋敷（ふるやしき）
- 松木田（まつきだ）
- 黒沢ケ谷（くろさわがや）
- 内谷田（うちやだ）
- 清水ケ谷（しみずがや）
- 藪下（やぶした）
- 屋敷奥（やしきおく）
- 新原（にいはら）
- 南谷田（みなみやだ）
- 井戸ケ谷（いどがや）
- 谷欠（やかけ）
- 子ケ崎（ねがさき）
- 年田（としだ）
- 石塚（いしづか）
- 四通田（よとおりだ）
- 又振（またふり）
- 澤ノ神（さわのかみ）
- 桃ケ坪（ももがつぼ）
- 外天（がいてん）
- 深田（ふかだ）
- アミダ
- 井堰（いぬき）
- 上田中（かみたなか）
- 田中（たなか）
- 倉掛（くらかけ）
- 市場（いちんば）
- 発向（はつむかい）
- 森下（もりした）
- 寺下（てらした）
- 奥屋敷（おくやしき）
- 寺前（てらまえ）
- 寺内（てらうち）
- 裏門（うらもん）
- 外平屋敷（そとひらやしき）
- 外平前（そとひらまえ）
- 羽根ケ谷（はねがや）
- 西坊寺（さいぼうじ）
- 蒲ケ谷（かばがや）
- 小原（こばら）
- 坂ノ谷（さかのや）
- 小原下（こばらした）
- 坂（さか）
- 西之谷（にしのや）
- 東平（ひがしだいら）
- 新池下（しんいけした）
- 池下（いけした）
- 上ノ手（かみのて）
- 門前上（もんぜんうえ）
- 広尾前（ひろおまえ）
- 勘右エ前（かんうえまえ）
- 広尾（ひろお）
- 門前（もんぜん）
- 太田ノ谷（おおたのや）
- 胡摩沢（こまさわ）
- 城山（しろやま）
- 代之谷（だいのや）
- 神明前（しんめいまえ）
- 城山下（しろやました）
- 西海戸（にしがいと）
- 佐五太夫前（さごだゆうまえ）
- 太夫海戸（たゆうがいと）
- 瀬戸川（せとがわ）
- 川原口（かわはらぐち）
- 神田（じんでん）
- 神田道下（じんでんみちした）
- 中井口（なかいぐち）
- 上柳堀（かみやなぎぼり）
- 下井口（しもいぐち）
- 下柳堀（しもやなぎぼり）
- 赤池（あかいけ）
- 的場（まとば）
- 城反堀（しろたんぼり）
- 三口神（しやごじ）
- 久保海戸（くぼがいと）
- 峯海戸（みねがいと）
- 宮ノ前（みやのまえ）
- 安全（あんぜん）
- 宮下（みやした）
- 潜之谷（くくりのや）
- 舟久保（ふなくぼ）
- 寺之谷（てらのや）
- 大谷（おおや）
- 一ノ谷（いちのや）
- 和ケ谷（やわらがや）
- 五ケ谷（ごがや）
- 仁左ヱ門（にざえもん）
- 法経（ほうきょう）
- 沖長（おきおさ）
- 横枕（よこまくら）
- 寺ノ谷口（てらのやぐち）
- 立長（たてなが）
- 榎田（えのきだ）
- 九反坪（くたんつぼ）
- 正月神田（しょうがつかんだ）
- 中海戸（なかがいと）
- 石神（いしがみ）
- 東ノ坪（ひがしのつぼ）
- 松下（まつした）
- 海田（うみだ）
- 政所（まんどころ）
- 八丁（はっちょう）
- 鍛治海戸（かじがいと）
- 紺屋前（こうやまえ）
- 七反田（しちたんだ）
- 塚田（つかだ）
- 三日堀下（みっかぼりした）
- 作ケ谷口（さくやぐち）
- 前沖（まえおき）
- 獅子脇（ししわき）
- 前田（まえだ）
- 堂山（どうやま）
- 三王橋道上（さんのうばしどうかみ）
- 五丁（ごちょう）
- 五丁谷（ごちょうや）
- 三王橋道下（さんのうばしどうした）
- 前田上（まえだかみ）
- 表之谷（おもてのや）
- 池之奥（いけのおく）
- 五丁原（ごちょうばら）
- 入用田（いりようだ）
- 袋の尻（ふくろのしり）
- 下皿田（しもさらだ）
- 皿田（さらだ）
- 姥田（うばだ）
- 下河原田（しもかわはらだ）
- 猿渡前（さるわたりまえ）
- 糀屋前（こうじやまえ）
- 河原田（かわはらだ）
- 藤兵衛背戸（とうべえせど）
- 久保田（くぼた）
- 新坂下（しんざかした）
- 小室ケ谷（こむろがや）
- 中堰（なかせき）
- 座松（ざまつ）
- 大原（おおはら）
- 作ケ谷（さくがや）
- 卯平裏（うへいうら）
- 卯平西（うへいにし）
- 卯平前（うへいまえ）
- 坂丸山下（さかまるやました）
- 風呂谷（ふろや）

## 歴史

### 沿革
- 1889年（明治22年）4月1日 - 町村制の施行により、城東郡川上村が周辺の村と合併し、城東郡川野村となる[WEB 6]。旧村名は川野村の大字として残る[WEB 7]。
- 1896年（明治29年）4月1日 - 郡制の施行により所属郡が小笠郡に変更。
- 1940年（昭和15年）11月1日 – 相草村と川野村が合併し、小笠村となる。
- 1954年（昭和29年）3月31日 – 小笠村が平田村・南山村と新設合併を行い、小笠町が発足する。
- 2005年（平成17年）1月17日 – 小笠町が菊川町と新設合併を行い、菊川市となる。

## 施設
- 社会福祉法人菊川福祉会 幼保連携型認定こども園 ひがしこども園
- 菊川市立小笠東小学校
- 菊川市小笠東地区コミュニティセンター（くすりん）
- 川上郵便局
- 菱電旭テクニカ 本社・本社工場（三菱電機と旭産業の合弁会社）
- チューブフォーミング 静岡工場
- 和興産業 静岡第一工場
- スリーエス 川上工場

## 交通

### バス
- 菊川市コミュニティバス
  - 丹野・嶺田コース：（菊川市立総合病院 方面 - ）川東公民館 - 川中公民館 - 川上橋（ - 西ケ崎公民館 方面）
  - 奈良野・布引原コース：（菊川市立総合病院 方面 - ）川西 - 城山下 - くすりん - 花水木 - 花水木団地（ - 布引原北公民館 方面）

### 道路
- 静岡県道69号相良大須賀線
- 静岡県道245号川上菊川線

## その他

### 学区
小学校・中学校の学区は以下の通りである。
| 番・番地等 | 小学校               | 中学校             |
| ---------- | -------------------- | ------------------ |
| 全域       | 菊川市立小笠東小学校 | 菊川市立岳洋中学校 |

### 警察
警察の管轄区域は以下の通りである。
| 番・番地等 | 警察署     | 交番・駐在所 |
| ---------- | ---------- | ------------ |
| 全域       | 菊川警察署 | 小笠交番     |

### WEB
1. ↑  “静岡県 菊川市 川上の郵便番号 - 日本郵便”.   日本郵便. 2025年2月15日閲覧。
2. ↑  “静岡県 菊川市 花水木の郵便番号 - 日本郵便”.   日本郵便. 2025年2月15日閲覧。
3. ↑  “市外局番の一覧”.   総務省 (2022年3月1日). 2025年1月13日閲覧。
4. ↑  “事業所案内及び管轄地域（事務所3件、分室3件）”.   一般社団法人静岡県自動車会議所. 2025年1月13日閲覧。
5. ↑  “菊川市小字一覧 - 静岡県オープンデータ”.   静岡県 (2018年10月16日). 2025年1月13日閲覧。
6. ↑  “historyofcities.pdf”.   静岡県総務部合併推進室・財団法人静岡県市町村振興協会. 2025年1月13日閲覧。
7. ↑  “解説ページ”.   株式会社エア. 2025年1月13日閲覧。
8. ↑  “菊川市／通学区域一覧”.   菊川市 (2024年4月1日). 2025年1月13日閲覧。
9. ↑  “交番駐在所一覧表｜静岡県警察”.   静岡県警察 (2023年6月12日). 2025年1月13日閲覧。